# Узвичник
Узвичник, или знак узвика [!], је интерпункцијски знак који стоји иза исказа узвичног карактера.

## Настанак узвичника
Постоје двије претпоставке о настанку узвичника:
- Вјерује се да је знак узвичник настао од латинске ријечи io (у преводу: радост) тако да је настао диграф io, а да би се уштедео још простора слово о се почело писати испод слова i. Временом је слово о прешло у тачку, а i у црту и тако је настао знак !

- Такође постоји претпоставка да је знак узвичник настао од латинске ријечи interiectio (у преводу: узвичник) тако да је записивањем само првог и посљедњег слова те ријечи настао диграф io који је као и у претходној претпоставки прешао у знак !.

## Употреба[1]
Узвичним реченицама или узвичним исказима исказује се емоционални став према ономе што је садржај реченице. Такве реченице и искази реализују се у сљедећим формама, па се према њима дефинишу и правила писања узвичника:
Узвичник се пише иза реченица, група ријечи и појединих ријечи које се изговарају повишеном интонацијом (која проистиче из узбуђења, повишеног расположења и сл.):
- Каква олуја!

- О мили часи, како сте далеко!

- Тако је диван дан!

- Чудна попа, јади га убили!

- Живјела слобода!

- Да сам то знао!

- Одговорићемо им равном мјером!

Узвичник се може писати иза облика вокатива онда кад се наглашава афективни карактер исказа, па се и вокатив изговара са повишеном интонацијом:
- Стојте, галије царске!

- Гините браћо! Јунаци! Људи!

Узвичник се може писати да би се обиљежила неочекиваност или необичност онога што је исказано реченицом, те у овој служби замјењује модалне допуне зачудо, замислите и мимо мог ишчекивања и сл.:
- Воз је стигао без закашњења!

- Костја, овдје сам, у Константинопољу!

- Преживио пад с осмог спрата!

## Употреба узвичника у саобраћајним знаковима
Знак узвичник користи се у саобраћајним знаковима за знак опасности. 
Саобраћајни знак који означава опасност на путу тј. цести је троугластог облика са црвеном ивицом што означава опасност и црним узвичником на бијелој позадини.